# Marisa Monte

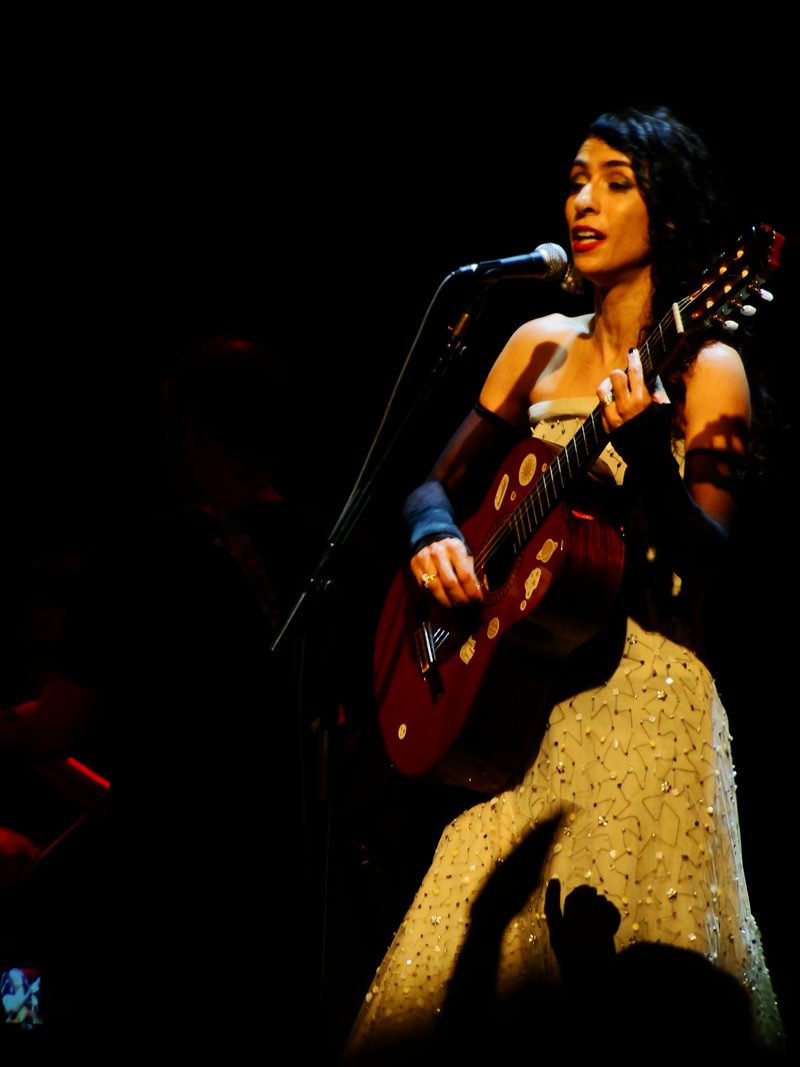
Marisa Monte.

Marisa de Azevedo Monte ou plus simplement Marisa Monte, née à Rio de Janeiro le 1er juillet 1967, est une chanteuse,   compositrice et productrice musicale brésilienne.

## Biographie
Née en 1967 à Rio, fille de Carlos Monte, ancien président de la célèbre école de samba Portela,, Marisa Monte étudie le chant, le piano et la batterie durant son enfance. Adolescente, elle participe à la comédie musicale Rock Horror Show, dirigée par Miguel Falabella, mais continue en parallèle ses études de chant lyrique, entamées à 14 ans.
À 19 ans, elle déménage pour l'Italie, à Rome, où elle étudie le belcanto pendant dix mois, avant d'abandonner et de présenter des concerts de musique brésilienne dans des bars, accompagnée par des amis. Le producteur Nelson Motta, assiste à l'un de ses spectacles et la fait se présenter pour la première fois à Rio de Janeiro, en 1987. Sa prestation est intégrée dans un spectacle, Veludo Azul, présenté à Rio et São Paulo. Elle éveille l'intérêt des labels.
Ainsi, Marisa Monte a déjà une notoriété naissante auprès du public brésilien et de la critique avant d'enregistrer son premier album, deux fois disque d'or, Marisa Monte (MM), en 1989. Son premier grand succès, Bem que Se Quis appartient à ce premier disque éclectique.
Son disque suivant, Mais (1991), lui permet de se faire connaître sur le marché international et de montrer ses talents de compositrice. Elle continue dans cette voie avec deux nouveaux albums. Le premier s'intitule Verde, Anil, Amarelo, Cor-de-Rosa e Carvão (1994) : il connait un grand succès et est considéré par beaucoup comme son meilleur disque, associant aussi des artistes bien connus comme Gilberto Gil, Laurie Anderson, ou encore Naná Vasconcelos. Puis vient l'album Barulhinho Bom (1996). Ce dernier album, plus proche du monde de la samba, provoque une polémique par sa couverture (un dessin de l'artiste "porno-naïf" Carlos Zéfiro) qui est censurée aux États-Unis.
Adoptant une attitude plus "cool", Marisa Monte cherche alors à éviter une surexposition médiatique et se tient éloignée des médias lorsqu'elle n'est pas en tournée de promotion d'un nouvel album. Elle lance ensuite son propre label, Phonomotor. Comme productrice, elle participe au disque de Carlinhos Brown, Omelete Man (1998). Fin 2002, Marisa sort le CD et le  DVD Tribalistas, projet commun avec Arnaldo Antunes et Carlinhos Brown, qui se vend à plus d'un million d'exemplaires au Brésil, sans campagne promotionnelle…
En 2000, Marisa sort également l'album Memórias, Crônicas e Declarações de Amor, centré sur le thème de l'amour , qui est très bien accueilli par la critique. La tournée associée dure plus d'un an et donne lieu à un DVD homonyme.
Après 5 ans d'absence, Marisa lance simultanément deux albums au début de l'année 2006, Infinito Particular et Universo Ao Meu Redor, consacrés à la samba et à la MPB et qui donnent lieu à la tournée Universo Particular.
Sa voix légèrement cassée et sensuelle, son inspiration éclectique (jazz, soul, musique brésilienne, fink, etc) et la renommée des partenaires qu'elle associe à ses créations en ont fait très vite une des nouvelles figures de proue de la chanson sud-américaine,,.

## Discographie
- Marisa Monte (1989)
- Mais (1991)
- Verde, Anil, Amarelo, Cor-de-Rosa e Carvão (1994)
- Barulhinho bom: Uma viagem musical (1996)
- Memórias, Crônicas e Declarações de Amor (2000)
- Tribalistas (2002)
- Infinito Particular (2006)
- Universo Ao Meu Redor (2006)
- O Que Voce Quer Saber De Verdade (2011)
- Coleçao (2016)
- Portas (2021)